# ニコラス・アセベド
ニコラス・ブリアン・アセベド・タバレス（スペイン語: Nicolás Brian Acevedo Tabárez、1999年4月14日 - ）は、ウルグアイ・モンテビデオ県モンテビデオ出身のプロサッカー選手。カンピオナート・ブラジレイロ・セリエAのECバイーアに所属している。ポジションはMF。

## 来歴
2018年に国内リーグのリベルプールFCのトップチームに昇格し、同年10月15日のデフェンソール・スポルティング戦でプロデビュー。翌2019年シーズンはリーグ戦31試合に出場するなど、主力選手に成長。2020年2月には、メジャーリーグサッカー (MLS) のニューヨーク・シティFCが、アセベドの獲得に乗り出していると報じられた。
2020年3月2日、ニューヨーク・シティFCに完全移籍で加入することが発表された。
2022年12月20日、ECバイーアへのレンタルが発表された。2024シーズン終了後に完全移籍となった。

## 代表経歴
2019年にポーランドで開催された2019 FIFA U-20ワールドカップに、U-20のウルグアイ代表として出場。2020年には2020年東京オリンピック出場権を懸けた CONMEBOLプレオリンピック大会に、U-23代表として出場した。